# Thầy Roger
Roger Schutz (12 tháng 5 năm 1915 - 16 tháng 8 năm 2005), được biết đến với tên gọi Thầy Roger (tiếng Pháp: Frère Roger), là một nhà lãnh đạo Kitô giáo Thụy Sĩ và anh em tu sĩ. Vào năm 1940, Schutz thành lập Cộng đoàn Taizé, một cộng đoàn tu viện hòa giải ở Burgundy, Pháp, phục vụ như là sự điều hành đầu tiên cho đến khi bị giết vào năm 2005. Về cuối cuộc đời, Cộng đoàn Taizé thu hút sự chú ý quốc tế, chào đón hàng ngàn du khách trẻ mỗi tuần, điều này vẫn tiếp tục sau khi thầy qua đời.

## Tiểu sử

### Xuất thân và cuộc sống đầu đời
Sinh ngày 12 tháng 5 năm 1915, tại Provence, Vaud, Schutz, là người con thứ chín và là người con út của Karl Ulrich Schutz, một mục sư Tin lành từ Bachs ở Zürcher Unterland ở Thụy Sĩ, và vợ ông, Amélie Henriette Marsauche, một tín hữu Huguenot từ Burgundy, Pháp.
Từ năm 1937 đến 1940, Schutz-Marsauche học về thần học Cải cách tại Strasbourg và Lausanne, nơi ông là một nhà lãnh đạo trong Phong trào Kitô Học sinh Sinh viên Thụy Sĩ, là một phần của Liên đoàn Học sinh Sinh viên Kitô Thế giới. Ông đã mắc bệnh lao, trong thời gian phục hồi, ông bắt đầu cảm thấy thu hút bởi cuộc sống tu viện.

### Cộng đoàn Taizé

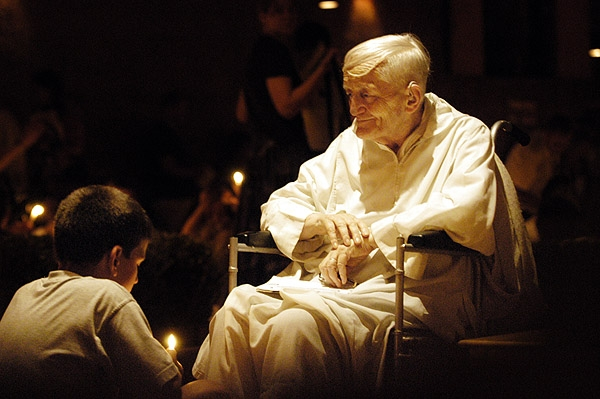
Thầy Roger khi cầu nguyện ở Taizé, 2004

Năm 1940, khi bắt đầu Chiến tranh Thế giới II, Schutz-Marsauche cảm nhận được ơn gọi để phục vụ những người đang chịu đựng hậu quả của cuộc xung đột, giống như bà ngoại của ông đã làm trong Thế chiến I. Ông đi xe đạp từ Geneva đến Taizé, một thị trấn nhỏ gần Mâcon, khoảng 390 kilômét (240 dặm) về phía đông nam của Paris. Thị trấn này lúc đó nằm trong nước Pháp không bị chiếm đóng, chỉ nằm ngoài vùng giới hạn từ đường phân chia của quân Đức. Ông mua một căn nhà trống, nơi ông và em gái của mình, Genevieve, giúp che chở những người tị nạn, cả Kitô hữu và người Do thái, trong hai năm trước khi bị buộc phải rời Taizé, sau khi bị cảnh sát Đức biết về hoạt động của họ. Năm 1944, ông trở lại Taizé để thành lập Cộng đoàn, ban đầu là một cộng đoàn tiểu sĩ nam sống cùng nhau trong nghèo đói và vâng phục, mở cửa cho tất cả các Kitô hữu .
Từ những năm cuối thập kỷ 1950, hàng ngàn thanh thiếu niên từ nhiều quốc gia đã tìm đường đến Taizé để tham gia các buổi gặp gỡ hàng tuần để cầu nguyện và suy niệm. Ngoài ra, các thầy Taizé thường thực hiện các chuyến thăm và dẫn dắt các buổi gặp gỡ và cầu nguyện lớn nhỏ ở Châu Phi, Bắc Mỹ, Nam Mỹ, Châu Á và Châu Âu, như một phần của "Hành hương của niềm tin trên Trái Đất"
Các thầy luôn giữ thái độ khiêm tốn, hiếm khi trả lời phỏng vấn và từ chối cho phép bất kỳ "giáo phái" nào phát triển xung quanh. Trước khi qua đời, Thầy Roger đã phải từ bỏ các hoạt động cộng đoàn, vì tuổi cao và sức khỏe yếu khiến thầy bị mệt mỏi và thường phải ngồi xe lăn.
Thầy Roger là một tác giả được đánh giá cao và đã viết nhiều sách về cầu nguyện và suy niệm, kêu gọi giới trẻ hãy tin tưởng vào Chúa và dấn thân cho cộng đồng giáo hội địa phương cũng như cho nhân loại. Thầy cũng viết sách về linh đạo và cầu nguyện Kitô giáo, một số sách cùng với Mẹ Teresa, người mà thầy có một tình bạn thân thiết.

## Ám sát

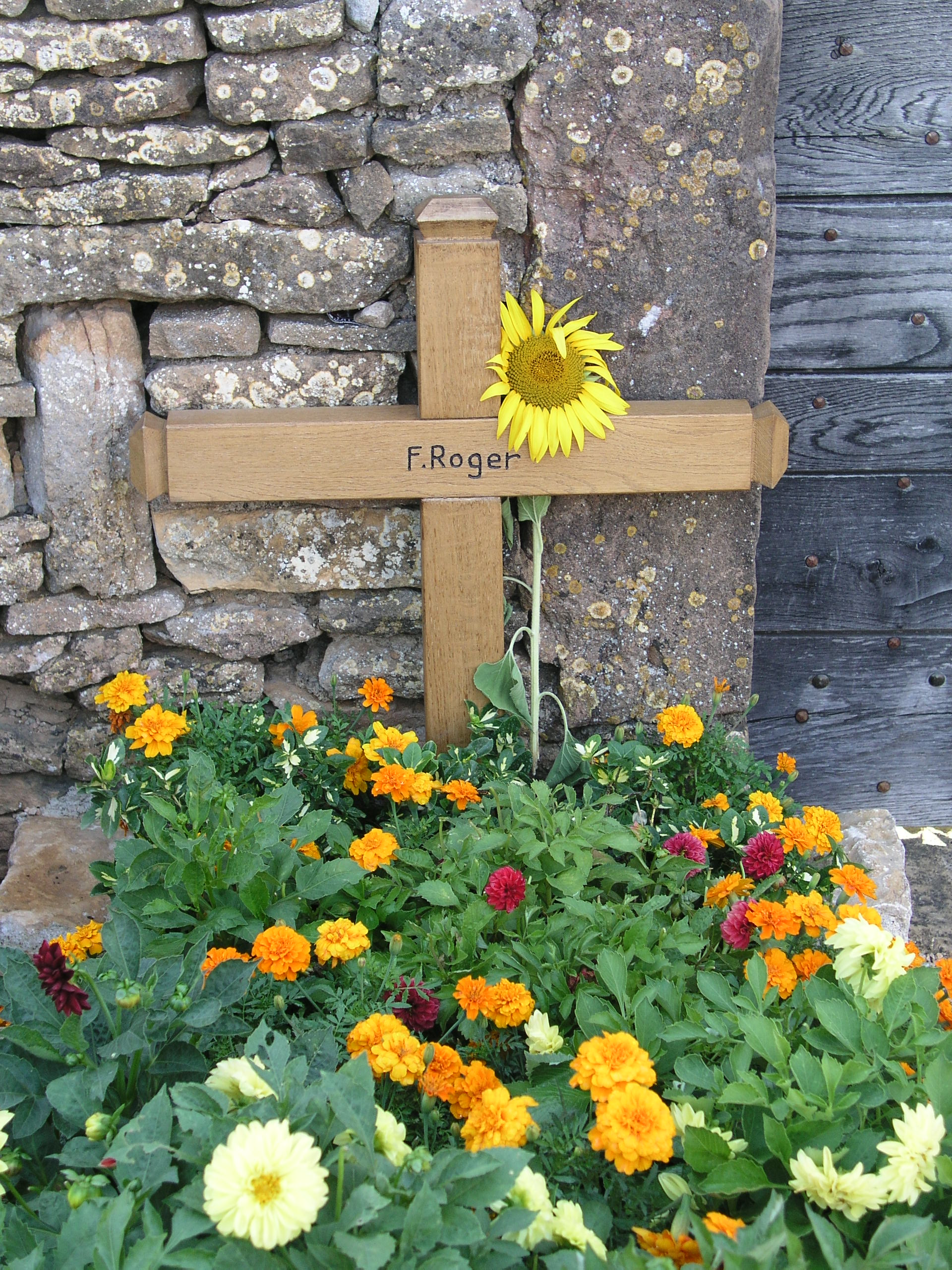
Mộ Thầy Roger ở Taizé

Thầy Roger bị đâm chết trong buổi cầu nguyện buổi tối ở Taizé vào ngày 16 tháng 8 năm 2005 bởi một phụ nữ trẻ người Romania tên là Luminița Ruxandra Solcan, người này sau đó được coi là mắc bệnh tâm thần và cũng bị đâm vào năm 2011 . Thầy bị đâm nhiều lần và mặc dù một thầy khác đã đưa thầy Roger ra khỏi nhà thờ, thầy đã mất ngay sau đó. Kẻ tấn công ngay lập tức bị bắt giữ và giao cho cảnh sát.
Lễ tang diễn ra vào ngày 23 tháng 8 năm 2005. Horst Köhler - Tổng thống Đức và Nicolas Sarkozy, lúc đó là Bộ trưởng Bộ Nội vụ Pháp, đã tham dự. Cộng đoàn và bạn bè của Thầy Roger đã tham dự phụng vụ trong nhà thờ tu viện rộng lớn ở Taizé, trong khi hàng ngàn người khác theo dõi phụng vụ trên một màn hình lớn ở cánh đồng bên ngoài nhà thờ. Quan tài bằng gỗ đơn giản của Thầy Roger, có một icon bằng gỗ nằm trên đó, được các thành viên cộng đoàn khiêng vào nhà thờ. Trong một cách thức không thông thuờng, tang lễ được chủ trì bởi một Hồng y Công giáo, Walter Kasper, chủ tịch Hội đồng Giáo hoàng về Cổ võ sự Hiệp nhất Kitô giáo của Vatican đã cử hành Thánh lễ với bốn linh mục của Taizé đồng tế. Trong bài giảng, ngài nói: "Đúng vậy, mùa xuân của đại kết đã nở hoa trên ngọn đồi Taizé." Đề cập đến mối quan tâm của Thầy Roger đối với công bằng xã hội, Đức Hồng Y Kasper nói: "Mọi hình thức bất công hoặc bỏ bê đều khiến Ngài (Thầy Roger) rất buồn." Người kế vị Thầy Roger, Thầy Alois Löser, đã cầu nguyện cho sự tha thứ: "Với Chúa Kitô trên thập giá, chúng con thưa cùng Cha, Lạy Cha, xin tha cho người phụ nữ ấy, cô ấy không biết việc mình đã làm."

## Chủ nghĩa đại kết

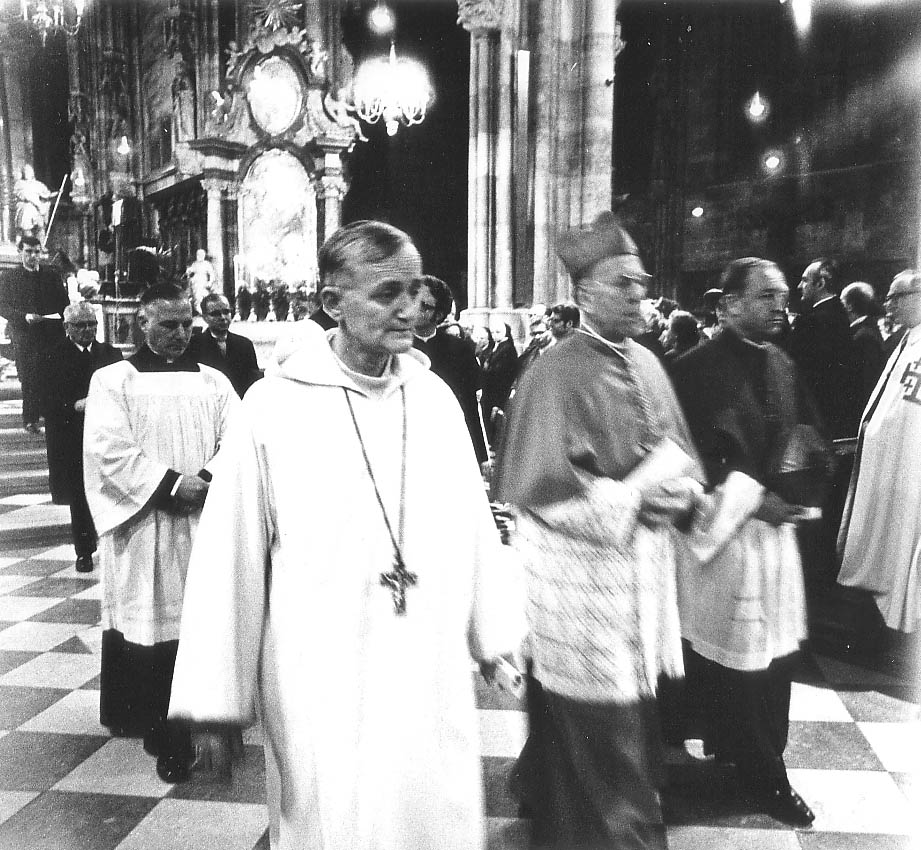
Thầy Roger cùng các giáo sĩ Công giáo và Tin lành, rời buổi lễ đại kết tại Nhà thờ Thánh Stephen, Vienna, k.1975.

Cả cuộc đời, thầy Roger đã cống hiến hết mình để hòa giải các giáo phái Kitô giáo khác nhau, đặc biệt là giới trẻ. Một phần có thể là do thầy không thích hình thức rao giảng chính thức, đồng thời muốn khuyến khích việc tìm kiếm tâm linh như một nỗ lực chung. Trong buổi họp mặt Taizé ở Paris năm 1995, thầy đã trò chuyện với hơn 100.000 thanh niên đang ngồi trên sàn của một phòng triển lãm. Thầy nói: "Chúng ta đến đây để tìm kiếm, hoặc tiếp tục tìm kiếm thông qua sự thinh lặng và cầu nguyện, để tiếp xúc với đời sống nội tâm của chúng ta. Chúa Giêsu luôn mời gọi: 'Đừng lo lắng, hãy hiến thân'."

## Đời sống cá nhân

### Tôn giáo
Mặc dù Thầy Roger có xuất thân từ Giáo hội Trưởng lão (Tin lành), nhưng thầy đã lãnh nhận bí tích Thánh Thể Công giáo trong Thánh lễ Công giáo được cử hành hàng sáng tại tu viện của thầy. Ngoài ra, ông còn nhận bí tích từ cả Giáo hoàng John Paul II và Giáo hoàng Benedict XVI, dường như trái ngược với những điều cấm của giáo luật, chỉ dành bí tích cho những người hiệp thông hoàn toàn với Giáo hội Công giáo.
Theo Đức Hồng Y Walter Kasper, điều này được thực hiện như thể có một sự hiểu biết ngầm giữa Thầy Roger và Giáo hội Công giáo "vượt qua một số rào cản tín ngưỡng" và giáo luật thông qua điều mà Thầy Roger gọi làː sự phong phú hoá dần đức tin của mình với nền tảng của Giáo hội Công giáo bao gồm "sứ vụ hiệp nhất do giám mục Rôma thực hiện." Do đó, Thầy Roger dường như đã thực hiện một bước chưa từng có tiền lệ kể từ cuộc Cải cách Tin lành: dần dần bước vào sự hiệp thông trọn vẹn với đức tin của Giáo hội Công giáo mà có thể không cần một cuộc "cải đạo" chính thức, điều có thể làm chia rẽ với nguồn gốc của mình.

Năm 1980, trong một Cuộc gặp gỡ Châu Âu tại Rome, thầy đã nói tại Vương cung thánh đường Thánh Phêrô cùng với sự có mặt của Giáo hoàng John Paul II:
Tôi đã tìm thấy bản sắc Kitô giáo của mình bằng cách hòa giải trong tâm hồn đức tin của nguồn gốc tôi, với mầu nhiệm đức tin Công giáo, mà không phá vỡ tình thân hữu với bất kỳ ai.

### Tuyên bố sau khi qua đời
Vào đầu những năm 2000, có thông tin cho rằng Thầy Roger đã chuyển sang Công giáo vào năm 1972, khi thầy được Rước lễ lần đầu từ Giám mục Autun ở địa phương. Nhà báo đưa tin tuyên bố, rằng đã xác nhận điều này với Vatican, giải thích rằng Thầy Roger đã tự nguyện rước lễ ở đó trong hai dịp khác nhau từ Giáo hoàng đương nhiệm. Báo cáo cho rằng, thầy đã giữ bí mật này vì sứ mệnh đại kết của Taizé.
Tuy nhiên, người kế vị của Thầy Rogers tại Taizé, Thầy Alois, xác nhận rằng bí tích đã diễn ra nhưng phủ nhận rằng có một sự chuyển đổi tôn giáo chính thức, nói rằng Thầy chỉ xác nhận Kinh Tin Kính. Điều đó nói lên rằng, đây là sự chuyển đổi mang tính lịch sử, bất chấp các yêu cầu hiện đại.

## Người kế vị
Năm 1998, Thầy Roger đã chỉ định Thầy Alois, một người Công giáo người Đức, người ban đầu đến Taizé khi còn trẻ và đã trở thành một trong các thầy, làm người kế vị. Điều này đã được cộng đoàn xác nhận, và vào tháng 1 năm 2005, có thông báo rằng Thầy Alois sẽ sớm thay thế Thầy Roger làm bề trên của Taizé, nhưng việc này vẫn chưa xảy ra vào thời điểm Thầy Roger qua đời, khi Thầy Alois đang tham dự lễ kỷ niệm Đại hội Giới trẻ Thế giới 2005. ở  Cologne, Đức. Thầy Alois đã kế nhiệm trở thành bề trên sớm sau đó.

## Ấn phẩm
- 1944, Introduction a la Vie Communautaire
- 1953, La Regle de Taizé
- 1958, Vivre l'Aujourd'hui de Dieu / Living Today for God
- 1962, L'unité, espérance de vie / Unity, Life's Hope
- 1965, Dynamique du provisoire / The Power of the Provisional
- 1968, Violence des pacifiques / Violent for Peace
- 1971, Ta fête soit sans fin / Festival Without End, diary February 1969 – May 1970
- 1973, Lutte et contemplation / Struggle and Contemplation, diary May 1970 – April 1972
- 1976, Vivre l'inespéré / A Life We Never Dared Hope For, diary May 1972 – September 1974
- 1979, Etonnement d'un amour / The Wonder of a Love, diary September 1974 – December 1976
- 1980, Les Sources de Taizé / The Sources of Taizé
- 1982, Fleurissent tes déserts / And Your Deserts Shall Flower
- 1985, Passion d'une attente / A Heart that Trusts
- 1988, Son amour est un feu / His Love Is a Fire
- 1989, Marie, Mère des Réconciliations / Mary, Mother of Reconciliations (written together with Mother Teresa)
- 1992, La prière, fraîcheur d'une source / Prayer: Seeking the Heart of God (written together with Mother Teresa)
- 1995, En tout la paix du cœur / Peace of Heart in All Things
- 2001, Dieu ne peut qu'aimer / God Is Love Alone
- 2005, Pressens-tu un bonheur ? / Do You Expect happiness?

Các ấn bản, được liệt kê theo thứ tự bảng chữ cái, được tìm thấy trong Danh mục Thư viện Quốc hội ngay sau khi thầy qua đời:
- Afire with love : meditations on peace and unity.  ISBN 0-8245-0474-7
- Amour de tout amour : les sources de Taizé. (1990) ISBN 2-85040-107-2
- Awakened from within : meditations on the Christian life. (1987) ISBN 0-385-23536-4
- Brother Roger of Taizé: Essential Writings (Modern Spiritual Masters Series) (2006) ISBN 1-57075-639-2
- Dynamik des Vorläufigen. (1967) Translation of Dynamique du provisoire
- Dynamique du proviso ire. (1965)
- En tout la paix du Coeur (1995) ISBN 2-259-18389-1
- Essential Writings. (2006) ISBN 978-1-57075-639-9
- Étonnement d'un amour : journal. (1979- )
- Festival (1973) a translation of Ta fête soit sans fin. ISBN 0-8164-2583-3
- Fleurissent les déserts du coeur : journal, 5e volume, 1977–1979. (1982) ISBN 2-85040-006-8
- Life from within : prayers. (1990) a Translation of: Aus dem Innern leben. ISBN 0-264-67214-3 and ISBN 0-664-25162-5
- Living today for God. (1962) Originally published under the title Vivre l'Aujourd'hui de dieu.
- Lutte et contemplation; journal 1970–1972. (1973)
- No greater love : sources of Taizé. (1991) ISBN 0-8146-2029-9 and ISBN 0-264-67253-4
- Parable of community : the rule and other basic texts of Taizé. (1980) ISBN 0-8164-2301-6
- Passion d'une attente : journal, 6e volume, 1979–1981. (1985) ISBN 2-02-008948-3
- Peace of heart in all things : meditations for each day of the year. (1996) ISBN 0-941050-96-3
- The power of the provisional. (1969) Originally published as Dynamique du provisoire.  ISBN 0-340-02544-1
- Le Règle de Taizé. (1966)
- Revelation, a Protestant view; the Dogmatic Constitution on divine revelation, a commentary / by Roger Schutz and Max Thurian. (1968)
- The Rule of Taizé in French and in English. (1968) Translation of Le Règle de Taizé ISBN 0-8164-2564-7
- The Rule of Taizé in French and in English. (1967) French title: Le Règle de Taizé
- Struggle and contemplation; journal, 1970–2. (1974) Translation of Lutte et contemplation. ISBN 0-8164-2106-4
- Struggle and contemplation : journal 1970–2. (1974) Translation of Lutte et contemplation. ISBN 0-281-02809-5
- Ta fête soit sans fin. (1971)
- Ta fête soit sans fin : journal 1969–1970. (1971)
- Unanimité dans le pluralisme. (1966)
- Unanimité dans le pluralisme. (1972)
- Unanimity in pluralism. (1967)
- Unity: man's tomorrow / by Roger Schutz (1962) Translation of L'unité, espérance de vie.
- Violence des pacifiques. (1968)
- Violent for peace. (1970) Translation of Violence des pacifiques. ISBN 0-664-24922-1
- Violent for peace (1970) Translation of Violence des pacifiques.  ISBN 0-232-51093-8
- Vivre l'inespéré : journal 1972–1974. (1976)
- Taizé: lieu de communion. (1972)
- Mary, Mother of Reconciliations / by Mother Teresa of Calcutta, Brother Roger of Taizé (1989) ISBN 0-8091-3063-7
- Meditations on the way of the cross / by Mother Teresa of Calcutta and Brother Roger of Taizé (1987) Translation of: Kreuzweg  ISBN 0-8298-0585-0
- Seeking the heart of God : reflections on prayer / Mother Teresa and Brother Roger (1993) Translated from the French.  ISBN 0-06-068238-8

## Giải thuởng
- Giải thưởng Templeton của Quỹ Templeton (1974)
- Giải thưởng Hòa bình của Hiệp hội những người bán sách Đức (Börsenverein des Deutschen Buchhandels) (1974)
- Bằng tiến sĩ danh dự của Đại học Warsaw (1986)
- Giải thưởng Giáo dục Hòa bình của UNESCO (1988)
- Giải thưởng Charlemagne của Thành phố Aachen (1989)
- Bằng tiến sĩ danh dự của Đại học Công giáo Leuven (1990)
- Giải thưởng Robert Schuman của Alfred Toepfer Stiftung (1992)
- Giải thưởng Notre Dame của Đại học Notre Dame (1996)
- Giải thưởng Dignitas Humana của Đại học Saint John (2003)
- Thánh giá Lambeth vì Sự hiệp nhất của Tổng giám mục Rowan Williams (2004)[12]